# Hideyo Amamoto
Hideyo Amamoto (天本 英世, Amamoto Hideyo, 2 janvier 1926 - 23 mars 2003) est un prolifique acteur japonais originaire de l'arrondissement de Wakamatsu, Kitakyūshū.

## Biographie
Hideyo Amamoto est surtout connu pour son rôle du Dr. Shinigami dans la première série Kamen Rider ainsi que de nombreux autres personnages des films tokusatsu et la série des Godzilla. Amamoto a aussi utilisé le pseudonyme Eisei Amamoto pendant l'essentiel de sa carrière, Eisei étant une lecture fautive du kanji de son nom véritable, Hideyo. Il meurt le 23 mars 2003 de pneumonie aiguë à l'âge de 77 ans.

## Filmographie

### Cinéma
- 1954 : Nijushi no hitomi : mari d'Hisako
- 1959 : La Naissance du Japon : un spectateur de la danse des Dieux
- 1959 : Aru kengo no shogai
- 1959 : Son go ku
- 1959 : Ankokugai no kaoyaku
- 1960 : Dokuritsu gurentai nishi-e
- 1960 : Otoko tai otoko : tueur
- 1960 : The Secret of the Telegian : un homme de main d'Onishi
- 1960 : Kunisada Chuji : Tomimatsu
- 1960 : Ankokugai no taiketsu : Ichino
- 1961 : Shinko no otoko
- 1961 : Kurenai no umi
- 1961 : Le Garde du corps : Yahachi
- 1961 : Osaka jo monogatari : interprète
- 1961 : Ankokugai no dankon
- 1962 : Ankokugai no kiba
- 1962 : Chushingura - Hana no maki yuki no maki : Takano, des Chunagons
- 1962 : Dobunezumi sakusen
- 1962 : Kurenai no sora
- 1962 : Gorath : ivrogne
- 1963 : Atragon : grand prêtre de Mu
- 1963 : Eburi manshi no yuga-na seikatsu
- 1963 : Daitozoku : Granny la sorcière
- 1963 : Hiken
- 1963 : Matango : Skulking Transitional Matango
- 1963 : Sengoku yaro
- 1964 : Ghidrah, le monstre à trois têtes : assistant de la princesse Salno
- 1964 : Ware hitotsubu no mugi naredo
- 1964 : Dogora, the Space Monster : Eiji le perceur de coffres
- 1964 : Aa bakudan
- 1965 : Kokusai himitsu keisatsu: Kagi no kagi : gangster entraîneur de serpent
- 1965 : Chi to suna : Shiga
- 1965 : Samurai : Matazaburo Hagiwara
- 1966 : Le Sang du damné (五匹の紳士, Gohiki no shinshi?) de Hideo Gosha
- 1966 : Godzilla, Ebirah et Mothra : Duel dans les mers du sud: Red Bamboo Naval Officer
- 1966 : Tenamonya Tokaido
- 1966 : Kiganjo no boken : Granny la vieille sorcière
- 1966 : Le Sabre du mal (大菩薩峠, Dai-bosatsu tōge?) de Kihachi Okamoto
- 1966 : Abare Goemon : Heiroku
- 1967 : Nihon no ichiban nagai hi : Capitaine Sasaki
- 1967 : La Revanche de King Kong : Dr. Who
- 1967 : Kojiro
- 1967 : Kokusai himitsu keisatsu: Zettai zetsumi : premier assassin
- 1967 : Satsujin kyo jidai : Shogo Mizorogi
- 1967 : Dorifutazu desu yo! Zenshin zenshin matazenshin
- 1968 : Nikudan
- 1968 : Kiru : Shimada Gendaiu
- 1968 : Za taigasu: Sekai wa bokura o matteiru : Heraclues
- 1969 : Godzilla's Revenge: Toy Consultant Shinpei Inami
- 1969 : Portrait of Hell (en)
- 1969 : Akage (赤毛?) de Kihachi Okamoto : Gensai
- 1970 : Gekido no showashi 'Gunbatsu'  : Prof. Fuyuki
- 1970 : Kureji no nagurikomi Shimizu Minato
- 1971 : Gekido no showashi: Okinawa kessen
- 1971 : Bakuchi-uchi: Inochi-huda
- 1972 : Kamen Rider vs. Shocker : Dr. Deathgod
- 1973 : Kamen Rider V3 : Dr. Deathgod
- 1975 : Tokkan
- 1978 : Les Évadés de l'espace : Mother Dark
- 1978 : Goranger Versus JAKQ : Sahara Shogun
- 1978 : Burū Kurisumasu (ブルークリスマス, Burū kurisumasu?) de Kihachi Okamoto
- 1980 : Misuta, Misesu, Misu Ronri : Ryuichi Shimomura
- 1984 : Journal d'errance d'un joueur de mah-jong (麻雀放浪記, Mahjong hōrōki?) de Makoto Wada : Hachimaki
- 1984 : Adieu l'arche (さらば箱舟, Saraba hakobune?) de Shūji Terayama : le serrurier
- 1989 : Bungakusho satsujin jiken: Oinaru jyoso
- 1990 : Ronin-gai : joueur de biwa
- 1990 : Hong Kong Paradise
- 1990 : Youkai tengoku: Ghost Hero
- 1991 : Kamitsukitai/Dorakiyura yori ai-0 : Servant
- 1991 : Daiyukai : Kushida
- 1991 : The Female Warriors
- 1992 : Shorishatachi
- 1993 : Za kakuto oh
- 1994 : Street Fighter II, le film : Goken (voix)
- 1994 : Edogawa Rampo gekijo: Oshie to tabisuru otoko
- 1996 : Otenki-oneesan : Chairman Shimamori
- 1996 : Eko eko azaraku II :  maître de Saiga
- 1998 : Mikeneko hoomuzu no tasogare hoteru : Akaishi
- 2000 : Hakata Movie: Chinchiromai : God Computer
- 2000 : Sweet Sweet Ghost : Yasuri
- 2000 : Keizoku/eiga
- 2000 : Sebunzu feisu : Katsuda
- 2000 : Oshikiri
- 2001 : Godzilla, Mothra and King Ghidorah: Giant Monsters All-Out Attack : Prof. Hirotoshi Isayama the Prophet
- 2005 : Kamen Rider The First : Dr. Shinigami (films d'archive, doublés par Eiji Maruyama (ja))

### À la télévision
- 1967 : Ultra Q [série TV] : vieil homme mystérieux (épisode "Open the Door!")
- 1968 : Mighty Jack (en) [série TV]
- 1971 : Kamen Rider [série TV] : Dr. Shinigami (Deathgod)
- 1972 : Henshin Ninja arashi [série TV] : Satan
- 1977 : Kaiketsu Zubat (en) [série TV] (épisode 1.2)
- 1977 : Chiisana supaman Ganbaron [série TV]
- 1984 : Seiun Kamen Machineman (en) [série TV] : Prof. K